# Will Power
William Steven "Will" Power (Queensland, Australija, 1. ožujka, 1981.) je australski vozač automobilističkih utrka. Trenutno se natječe u IndyCar prvenstvu za momčad Penske.

## Indianapolis 500
| Godina | Momčad               | Šasija  | Motor     | Grid | Poredak |
| ------ | -------------------- | ------- | --------- | ---- | ------- |
| 2008.  | KV Racing Technology | Dallara | Honda     | 23.  | 12.     |
| 2009.  | Team Penske          | Dallara | Honda     | 9.   | 5.      |
| 2010.  | Team Penske          | Dallara | Honda     | 2.   | 8.      |
| 2011.  | Team Penske          | Dallara | Honda     | 5.   | 14.     |
| 2012.  | Team Penske          | Dallara | Chevrolet | 5.   | Odustao |
| 2013.  | Team Penske          | Dallara | Chevrolet | 6.   | 19.     |
| 2014.  | Team Penske          | Dallara | Chevrolet | 3.   | 8.      |
| 2015.  | Team Penske          | Dallara | Chevrolet | 2.   | 2.      |
| 2016.  | Team Penske          | Dallara | Chevrolet | 6.   | 10.     |